# جام ملت‌های اروپا زیر ۲۱ سال
جام ملت‌های اروپا زیر ۲۱ سال، جام قهرمانی زیر ۲۱ سال یوفا یا به‌طور ساده یورو زیر ۲۱ سال، یک رقابت فوتبال دوسالانه است که توسط تیم‌های ملی مردان زیر ۲۱ سال اروپایی عضو یوفا انجام می‌شود. از سال ۱۹۹۲، این مسابقات به عنوان رقابت‌های مقدماتی قاره اروپا (یوفا) برای بازی‌های المپیک تابستانی، شناخته می‌شود.
ایتالیا و اسپانیا با کسب پنج عنوان قهرمانی، موفق‌ترین تیم‌های این رقابت‌ها هستند.
انگلستان قهرمان آخرین دوره این رقابت‌ها در سال ۲۰۲۵ است.

## تاریخچه

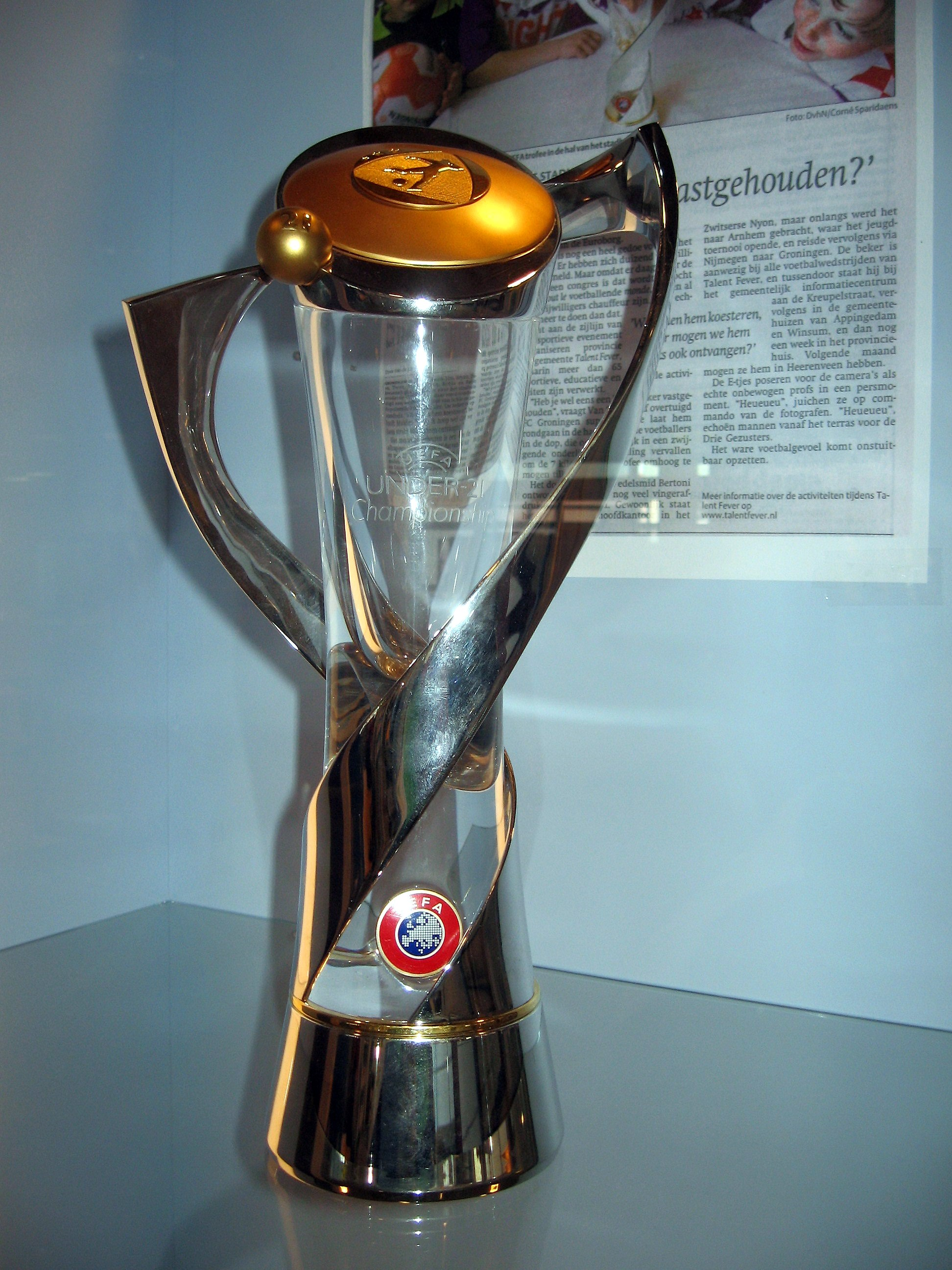
جام قهرمانی زیر ۲۱ سال اروپا

این رقابت به شکل فعلی از سال ۱۹۷۸ آغاز شده‌است. قبل از آن چند دوره مسابقات غیررسمی زیر ۲۳ سال از ۱۹۶۷ تا ۱۹۷۰ برگزار شد. سپس رقابت‌های رسمی قهرمانی زیر ۲۳ سال تشکیل شد که از سال ۱۹۷۳ شروع شد. این مسابقات به موازات مسابقات رسمی جوانان یوفا (امروزه به عنوان مسابقات زیر ۱۹ سال شناخته می‌شود) پس از جنگ جهانی دوم به ترتیب برگزار شده‌است. در حدود سال ۱۹۸۰، یوفا مسابقات رده‌های سنی خود را اصلاح کرد و آنها را بر اساس محدودیت سنی سازماندهی کرد.
محدودیت سنی برای مسابقات قهرمانی سال ۱۹۷۸ به ۲۱ سال کاهش یافت و از آن زمان تاکنون این محدودیت باقی مانده‌است. برای واجد شرایط بودن مسابقات سال ۲۰۲۱، بازیکنان باید در سال ۱۹۹۸ یا پس از آن متولد شده باشند. بسیاری بازیکنان تا زمان برگزاری مسابقات نهایی ۲۳ ساله می‌شوند؛ با این حال، هنگامی که فرایند تعیین صلاحیت در مرحله مقدماتی رقابت‌ها آغاز شد (سال ۲۰۱۹) همه بازیکنان ۲۱ سال یا کمتر بودند.
مسابقات زیر ۲۱ سال معمولاً قبل از مسابقات بزرگسالان برگزار می‌شد و در صورت امکان، رقابت‌ها با همان گروه‌ها و همان بازی‌های مقدماتی رقابت‌های بزرگسالان برگزار می‌شد. این شیوه از زمان مسابقات قهرمانی ۲۰۰۶ و ۲۰۰۷ تغییر کرده‌است.
این مسابقات از سال ۱۹۹۲ به عنوان رقابت‌های مقدماتی برای بازی‌های فوتبال در المپیک تابستانی، شناخته می‌شود. تیم‌های بزرگسالان از سال ۱۹۹۲ به بعد در بازی‌های المپیک شرکت نمی‌کنند.
تاکنون بازیکنانی مانند مسعود اوزیل برنده جام جهانی ۲۰۱۴، کلاس یان هونتلار، لوئیس فیگو، پیتر چک، ایکر کاسیاس برنده جام جهانی ۲۰۱۰، فرانچسکو توتی برنده جام جهانی ۲۰۰۶، فابیو کاناوارو، آلبرتو جیلاردینو، جانلوئیجی بوفون، و آندره‌آ پیرلو و جورجوس کاراگونیس قهرمان مسابقات زیر ۲۱ سال شده‌اند.
آلمان با شکست ۱–۰ پرتغال در فینال سال ۲۰۲۱، قهرمان آخرین دوره این رقابت‌ها شد. مسابقات ۲۰۲۱ به میزبانی مجارستان و اسلوونی برگزار شد.

## شیوه برگزاری
تا سال ۱۹۹۲ و مسابقات آن دوره، همه تیم‌ها به هشت گروه مقدماتی تقسیم می‌شدند که هشت برنده آن گروه‌ها، ترکیب تیم‌های یک چهارم نهایی رقابت‌های اصلی را تشکیل می‌دادند. بازی‌های باقی‌مانده به صورت دو بازی رفت و برگشت خانگی و خارج از خانه، انجام می‌شد تا برنده نهایی مشخص شود.
برای مسابقات سال ۱۹۹۴، یکی از تیم‌های راه یافته به نیمه نهایی، یعنی فرانسه، به عنوان میزبان رقابت‌های نیمه نهایی (تک بازی)، رده‌بندی مدال برنز و فینال مسابقات انتخاب شد. به همین ترتیب، اسپانیا به عنوان میزبان چهار بازی آخر در سال ۱۹۹۶ انتخاب شد.
مسابقات سال ۱۹۹۸ دارای ۹ گروه بود، زیرا تعداد تیم‌ها به ۴۶ رسیده بود که تقریباً دو برابر تعداد ۲۴ تیم شرکت کننده در سال ۱۹۷۶ بود. برندگان هفت گروه برتر به‌طور خودکار به یک چهارم نهایی راه یافتند؛ در حالی که تیم‌های برنده گروه‌های هشتم و نهم، یونان و انگلیس، برای رسیدن به مرحله بعدی با هم به رقابت پرداختند. بازی‌های باقی مانده، از مرحله یک چهارم نهایی به بعد، در رومانی برگزار شد، کشوری که یکی از هشت تیم راه یافته به مرحله یک چهارم نهایی رقابت‌ها بود.
مسابقات سال ۲۰۰۰ نیز دارای ۹ گروه بود؛ اما برندگان ۹ گروه و ۷ تیم برتر رتبه دوم، به مرحله پلی‌آف رفتند تا هشت تیم نهایی را تعیین کنند. از میان آنها، اسلواکی به عنوان میزبان انتخاب شد. برای اولین بار، در سال ۲۰۰۲، سوئیس به عنوان میزبان این رقابت‌ها انتخاب شد.
در سال ۲۰۰۴، مسابقات در دهه گروه مقدماتی انجام شد. برندگان گروه‌ها و شش تیم برتر رتبه دوم، به مرحله پلی آف راه یافتند. آلمان میزبان این دوره بود. برای سال ۲۰۰۶، دو تیم برتر از هشت گروه بزرگ مقدماتی، ۱۶ تیم راه یافته به پلی آف را تشکیل دادند که در نوامبر سال ۲۰۰۵ برگزار شد. پرتغال میزبان این دوره بود.
سپس آغاز رقابت‌ها به سال‌های فرد موکول شد. این تغییر به این دلیل ایجاد شد که تیم‌های بزرگسالان اروپا، در سال‌های زوج، در رقابت‌های مهمی چون جام جهانی و جام ملت‌های اروپا حاضر می‌شدند و آغاز رقابت‌های زیر ۲۱ سال در سال‌های فرد باعث پیشرفت بازیکنان جوان و کشف استعدادهای جدید برای تیم‌های ملی بزرگسالان می‌شد. بازیکنانی که در نهایت جایگزین بزرگسالان می‌شدند.
مرحله مقدماتی رقابت سال ۲۰۰۷ در واقع قبل از دور یک چهارم نهایی سال ۲۰۰۶ آغاز شد و هشت کشور با پایین‌ترین رتبه در رقابت‌های سال ۲۰۰۶ از دوره جدید حذف شدند. برای اولین بار میزبان (هلند) قبل از شروع رقابت‌های مقدماتی، به دور بعدی راه یافت. هلند در مسابقات سال ۲۰۰۶ نیز قهرمان شده بود. سایر کشورها در چهارده گروه سه تیمی قرار گرفتند. ۱۴ برنده در دو بازی مقابل هم قرار گرفتند تا هفت تیم دور بعد را در کنار میزبان رقابت‌ها مشخص کنند.
از سال ۲۰۰۹ تا ۲۰۱۵، تیم‌ها در ۱۰ گروه مقدماتی قرار گرفتند. برندگان گروه‌ها و چهار تیم از تیم‌های برتر رده دوم، به مرحله پلی آف رفتند.
سال ۲۰۱۵، آخرین دوره هشت تیمی این رقابت‌ها است؛ زیرا یوفا تعداد تیم‌های مسابقات را از سال ۲۰۱۷ به دوازده تیم افزایش داد.
در ۶ فوریه ۲۰۱۹، کمیته اجرایی یوفا، تعداد شرکت‌کنندگان در دوره نهایی رقابت‌ها را از سال ۲۰۲۱ به شانزده تیم افزایش داد.

## نتایج

### مسابقات قهرمانی زیر ۲۳ سال
قبل از اینکه مسابقات زیر ۲۱ سال توسط یوفا آغاز شود؛ سه بار رقابت‌های زیر ۲۳ سال برگزار شد.
| ۱۹۷۲ | رفت و برگشتی | · چکسلواکی           | ۲–۲ / ۳–۱ ۵–۳ مجموع | · اتحاد جماهیر شوروی | بلغارستان و یونان           | بلغارستان و یونان           | بلغارستان و یونان           | ۸ (۲۳) |
| ۱۹۷۴ | رفت و برگشتی | · مجارستان           | ۲–۳ / ۴–۰ ۶–۳ مجموع | · آلمان شرقی         | لهستان و اتحاد جماهیر شوروی | لهستان و اتحاد جماهیر شوروی | لهستان و اتحاد جماهیر شوروی | ۸ (۲۱) |
| ۱۹۷۶ | رفت و برگشتی | · اتحاد جماهیر شوروی | ۱–۱ / ۲–۱ ۳–۲ مجموع | · مجارستان           | هلند و یوگسلاوی             | هلند و یوگسلاوی             | هلند و یوگسلاوی             | ۸ (۲۳) |

### مسابقات قهرمانی زیر ۲۱ سال
| ۱۹۷۸ | رفت و برگشتی       | · یوگسلاوی           | ۱–۰ / ۴–۴ ۵–۴ مجموع         | · آلمان شرقی        | بلغارستان و انگلستان          | بلغارستان و انگلستان          | بلغارستان و انگلستان          | ۸ (۲۴)  |
| ۱۹۸۰ | رفت و برگشتی       | · اتحاد جماهیر شوروی | ۰–۰ / ۱–۰ مجموع             | · آلمان شرقی        | انگلستان و یوگسلاوی           | انگلستان و یوگسلاوی           | انگلستان و یوگسلاوی           | ۸ (۲۵)  |
| ۱۹۸۲ | رفت و برگشتی       | · انگلستان           | ۳–۱ / ۲–۳ ۵–۴ مجموع         | · آلمان غربی        | اسکاتلند و اتحاد جماهیر شوروی | اسکاتلند و اتحاد جماهیر شوروی | اسکاتلند و اتحاد جماهیر شوروی | ۸ (۲۶)  |
| ۱۹۸۴ | رفت و برگشتی       | · انگلستان           | ۱–۰ / ۲–۰ ۳–۰ مجموع         | · اسپانیا           | ایتالیا و یوگسلاوی            | ایتالیا و یوگسلاوی            | ایتالیا و یوگسلاوی            | ۸ (۳۰)  |
| ۱۹۸۶ | رفت و برگشتی       | · اسپانیا            | ۱–۲ / ۲–۱ ۳–۳ مجموع (۳–۰ پ) | · ایتالیا           | انگلستان و مجارستان           | انگلستان و مجارستان           | انگلستان و مجارستان           | ۸ (۲۹)  |
| ۱۹۸۸ | رفت و برگشتی       | · فرانسه             | ۰–۰ / ۳–۰ مجموع             | · یونان             | انگلستان و هلند               | انگلستان و هلند               | انگلستان و هلند               | ۸ (۳۰)  |
| ۱۹۹۰ | رفت و برگشتی       | · اتحاد جماهیر شوروی | ۴–۲ / ۳–۱ ۷–۳ مجموع         | · یوگسلاوی          | ایتالیا و سوئد                | ایتالیا و سوئد                | ایتالیا و سوئد                | ۸ (۳۰)  |
| ۱۹۹۲ | رفت و برگشتی       | · ایتالیا            | ۲–۰ / ۰–۱ ۲–۱ مجموع         | · سوئد              | دانمارک و اسکاتلند            | دانمارک و اسکاتلند            | دانمارک و اسکاتلند            | ۸ (۳۲)  |
| ۱۹۹۴ | فرانسه             | · ایتالیا            | ۱–۰ (و.ا.)                  | · پرتغال            | · اسپانیا                     | ۲–۱                           | · فرانسه                      | ۸ (۳۲)  |
| ۱۹۹۶ | اسپانیا            | · ایتالیا            | ۱–۱ (۴–۲ پ)                 | · اسپانیا           | · فرانسه                      | ۱–۰                           | · اسکاتلند                    | ۸ (۴۴)  |
| ۱۹۹۸ | رومانی             | · اسپانیا            | ۱–۰                         | · یونان             | · نروژ                        | ۲–۰                           | · هلند                        | ۸ (۴۶)  |
| ۲۰۰۰ | اسلواکی            | · ایتالیا            | ۲–۱                         | · چک                | · اسپانیا                     | ۱–۰                           | · اسلواکی                     | ۸ (۴۷)  |
| ۲۰۰۲ | سوئیس              | · چک                 | ۰–۰ (۳–۱ پ)                 | · فرانسه            | ایتالیا و سوئیس               | ایتالیا و سوئیس               | ایتالیا و سوئیس               | ۸ (۴۷)  |
| ۲۰۰۴ | آلمان              | · ایتالیا            | ۳–۰                         | صربستان و مونته‌نگرو | · پرتغال                      | ۳–۲ (و.ا.)                    | · سوئد                        | ۸ (۴۸)  |
| ۲۰۰۶ | پرتغال             | · هلند               | ۳–۰                         | · اوکراین           | فرانسه و صربستان و مونته‌نگرو  | فرانسه و صربستان و مونته‌نگرو  | فرانسه و صربستان و مونته‌نگرو  | ۸ (۵۱)  |
| ۲۰۰۷ | هلند               | · هلند               | ۴–۱                         | · صربستان           | بلژیک و انگلستان              | بلژیک و انگلستان              | بلژیک و انگلستان              | ۸ (۵۱)  |
| ۲۰۰۹ | سوئد               | · آلمان              | ۴–۰                         | · انگلستان          | ایتالیا و سوئد                | ایتالیا و سوئد                | ایتالیا و سوئد                | ۸ (۵۲)  |
| ۲۰۱۱ | دانمارک            | · اسپانیا            | ۲–۰                         | · سوئیس             | · بلاروس                      | ۱–۰                           | · چک                          | ۸ (۵۳)  |
| ۲۰۱۳ | اسرائیل            | · اسپانیا            | ۴–۲                         | · ایتالیا           | هلند و نروژ                   | هلند و نروژ                   | هلند و نروژ                   | ۸ (۵۳)  |
| ۲۰۱۵ | جمهوری چک          | · سوئد               | ۰–۰ (۴–۳ پ)                 | · پرتغال            | دانمارک و آلمان               | دانمارک و آلمان               | دانمارک و آلمان               | ۸ (۵۳)  |
| ۲۰۱۷ | لهستان             | · آلمان              | ۱–۰                         | · اسپانیا           | انگلستان و ایتالیا            | انگلستان و ایتالیا            | انگلستان و ایتالیا            | ۱۲ (۵۳) |
| ۲۰۱۹ | ایتالیا            | · اسپانیا            | ۲–۱                         | · آلمان             | فرانسه و رومانی               | فرانسه و رومانی               | فرانسه و رومانی               | ۱۲ (۵۵) |
| ۲۰۲۱ | مجارستان · اسلوونی | · آلمان              | ۱–۰                         | · پرتغال            | هلند و اسپانیا                | هلند و اسپانیا                | هلند و اسپانیا                | ۱۶ (۵۵) |
| ۲۰۲۳ | رومانی · گرجستان   |                      |                             |                     |                               |                               |                               | ۱۶ (۵۵) |

## عملکرد کشورها
| تیم        | قهرمانی                          | نایب‌قهرمانی          |
| ---------- | -------------------------------- | -------------------- |
| اسپانیا    | ۵ (۱۹۸۶, ۱۹۹۸, ۲۰۱۱, ۲۰۱۳, ۲۰۱۹) | ۳ (۱۹۸۴, ۱۹۹۶, ۲۰۱۷) |
| ایتالیا    | ۵ (۱۹۹۲, ۱۹۹۴, ۱۹۹۶, ۲۰۰۰, ۲۰۰۴) | ۲ (۱۹۸۶, ۲۰۱۳)       |
| آلمان      | ۳ (۲۰۰۹، ۲۰۱۷، ۲۰۲۱)             | ۲ (۱۹۸۲، ۲۰۱۹)       |
| انگلستان   | ۲ (۱۹۸۲, ۱۹۸۴)                   | ۱ (۲۰۰۹)             |
| روسیه      | ۲ (۱۹۸۰, ۱۹۹۰)                   |                      |
| هلند       | ۲ (۲۰۰۶, ۲۰۰۷)                   |                      |
| صربستان    | ۱ (۱۹۷۸)                         | ۳ (۱۹۹۰, ۲۰۰۴, ۲۰۰۷) |
| فرانسه     | ۱ (۱۹۸۸)                         | ۱ (۲۰۰۲)             |
| چک         | ۱ (۲۰۰۲)                         | ۱ (۲۰۰۰)             |
| سوئد       | ۱ (۲۰۱۵)                         | ۱ (۱۹۹۲)             |
| پرتغال     |                                  | ۳ (۱۹۹۴، ۲۰۱۵، ۲۰۲۱) |
| آلمان شرقی |                                  | ۲ (۱۹۷۸, ۱۹۸۰)       |
| یونان      |                                  | ۲ (۱۹۸۸, ۱۹۹۸)       |
| اوکراین    |                                  | ۱ (۲۰۰۶)             |
| سوئیس      |                                  | ۱ (۲۰۱۱)             |

یادداشت
- نتایج صربستان شامل نتایج یوگسلاوی و صربستان و مونته‌نگرو نیز می‌باشد.
- نتایج آلمان شامل نتایج آلمان غربی است نیز می‌باشد.
- نتایج روسیه شامل نتایج اتحاد جماهیر شوروی و CIS نیز می‌باشد.
- نتایج جمهوری چک شامل نتایج چکسلواکی نیز می‌باشد.

## جوایز

### بازیکن برتر مسابقات
جایزه بازیکن طلایی به بازیکنی تعلق می‌گیرد که بهترین عملکرد را در طول مسابقات داشته باشد. از سال ۲۰۱۳، بازیکن طلایی توسط تیم فنی یوفا انتخاب می‌شود.
| دوره                    | بازیکن طلایی           | منابع  |
| ----------------------- | ---------------------- | ------ |
| ۱۹۷۸                    | وحید خلیلهوژیچ         | [ ۴ ]  |
| ۱۹۸۰                    | آناتولی دمیاننکو       | [ ۵ ]  |
| ۱۹۸۲                    | رودی فولر              | [ ۶ ]  |
| ۱۹۸۴                    | مارک هاتلی             | [ ۷ ]  |
| ۱۹۸۶                    | مانوئل سانچز           | [ ۸ ]  |
| ۱۹۸۸                    | لوران بلان             | [ ۹ ]  |
| ۱۹۹۰                    | داور شوکر              | [ ۱۰ ] |
| ۱۹۹۲                    | رناتو بوسو             | [ ۱۱ ] |
| ۱۹۹۴ فرانسه             | لوئیس فیگو             | [ ۱۲ ] |
| ۱۹۹۶ اسپانیا            | فابیو کاناوارو         | [ ۱۳ ] |
| ۱۹۹۸ رومانی             | فرانسسک آرنائو         | [ ۱۴ ] |
| ۲۰۰۰ اسلواکی            | آندره‌آ پیرلو           | [ ۱۵ ] |
| ۲۰۰۲ سوئیس              | پیتر چک                | [ ۱۶ ] |
| ۲۰۰۴ آلمان              | </img>آلبرتو جیلاردینو | [ ۱۷ ] |
| ۲۰۰۶ پرتغال             | کلاس یان هونتلار       | [ ۱۸ ] |
| ۲۰۰۷ هلند               | رویستون درنته          | [ ۱۹ ] |
| ۲۰۰۹ سوئد               | مارکوس برگ             | [ ۲۰ ] |
| ۲۰۱۱ دانمارک            | خوان ماتا              | [ ۲۱ ] |
| ۲۰۱۳ اسرائیل            | تیاگو آلکانتارا        | [ ۲۲ ] |
| ۲۰۱۵ جمهوری چک          | ویلیام کاروالیو        | [ ۲۳ ] |
| ۲۰۱۷ لهستان             | دنی سبایوس             | [ ۲۴ ] |
| ۲۰۱۹ ایتالیا            | فابیان رویز            | [ ۲۵ ] |
| ۲۰۲۱ مجارستان – اسلوونی | فابیو ویرا             | [ ۲۶ ] |

### کفش طلایی
جایزه کفش طلایی قهرمانی زیر ۲۱ سال اروپا توسط آدیداس به بازیکنی اهدا می‌شود که در طول مسابقات، بیشترین گل را به ثمر برساند. از سال ۲۰۱۳، به بازیکنانی که دومین و سومین گلزن برتر می‌شوند به ترتیب جوایز کفش نقره‌ای و کفش برنزی اهدا می‌شود.
| دوره                    | کفش طلایی        | تعداد گل | کفش نقره‌ای      | تعداد گل | کفش برنزی   | تعداد گل | منابع  |
| ----------------------- | ---------------- | -------- | --------------- | -------- | ----------- | -------- | ------ |
| ۲۰۰۰ اسلواکی            | آندره‌آ پیرلو     | ۳        |                 |          |             |          | [ ۲۷ ] |
| ۲۰۰۲ سوئیس              | ماسیمو ماکارونه  | ۳        | [ ۲۷ ]          |          |             |          |        |
| ۲۰۰۴ آلمان              | آلبرتو جیلاردینو | ۴        | [ ۲۷ ]          |          |             |          |        |
| ۲۰۰۶ پرتغال             | کلاس یان هونتلار | ۴        | [ ۲۷ ]          |          |             |          |        |
| ۲۰۰۷ هلند               | ماسیو ریگترز     | ۴        | [ ۲۷ ]          |          |             |          |        |
| ۲۰۰۹ سوئد               | مارکوس برگ       | ۷        | [ ۲۷ ]          |          |             |          |        |
| ۲۰۱۱ دانمارک            | آدرین لوپز       | ۵        | [ ۲۷ ]          |          |             |          |        |
| ۲۰۱۳ اسرائیل            | آلوارو موراتا    | ۴        | تیاگو آلکانتارا | ۳        | ایسکو       | ۳        | [ ۲۸ ] |
| ۲۰۱۵ جمهوری چک          | یان کلیمنت       | ۳        | کوین فولاند     | ۲        | یان گویدتی  | ۲        | [ ۲۷ ] |
| ۲۰۱۷ لهستان             | سائول نیگس       | ۵        | مارکو آسنسیو    | ۳        | بروما       | ۳        | [ ۲۹ ] |
| ۲۰۱۹ ایتالیا            | لوکا والدشمیت    | ۷        | جورج پوشکاش     | ۴        | مارکو ریشتر | ۳        | [ ۳۰ ] |
| ۲۰۲۱ مجارستان – اسلوونی | لوکاس انمچا      | ۴        | پاتریک کوترونه  | ۳        | دنی موتا    | ۳        | [ ۳۱ ] |

### تیم رؤیایی تاریخ رقابت‌های زیر ۲۱ سال اروپا
در ۱۷ ژوئن ۲۰۱۵، یوفا بهترین ترکیب تاریخ مسابقات زیر ۲۱ سال اروپا را معرفی کرد.
| دروازه‌بان   | مدافعان                                                   | هافبک‌ها                                            | مهاجمان             |
| ----------- | --------------------------------------------------------- | -------------------------------------------------- | ------------------- |
| مانوئل نویر | برانیسلاو ایوانوویچ متس هوملس الساندرو نستا جورجو کیه‌لینی | فرانک لمپارد آندره‌آ پیرلو ژاوی هرناندز مسعود اوزیل | فرانچسکو توتی رائول |